# Cyerce elegans
Cyerce elegans is een slakkensoort uit de familie van de Hermaeidae. De wetenschappelijke naam van de soort is voor het eerst geldig gepubliceerd in 1870 door Bergh.